# Haima
Haima Automobile Co., Ltd., conocida simplemente por el nombre comercial Haima, es una empresa fabricante de automóviles china con sede en Haikou, provincia de Hainan. Sus actividades se centran en la producción de vehículos de turismo para otras empresas.
Haima fue fundada en 1992 como una empresa conjunta entre el gobierno provincial de Hainan y la firma japonesa Mazda, con el objetivo de fabricar modelos Mazda destinados al mercado chino. En 2006, FAW adquirió la participación de Mazda en la empresa, aunque muchos de los modelos de Haima siguen incorporando tecnología de Mazda.
En 2012, Haima contaba con una capacidad de producción anual de aproximadamente 400.000 vehículos. Al año siguiente, se vendieron en China un total de 157.242 turismos Haima, lo que posicionó a la marca como la vigésimo octava más vendida del país y la duodécima entre las marcas chinas.
El nombre "Haima" es un acrónimo de "Hainan Mazda", pero también significa "caballito de mar" en chino. Su logotipo representa un pájaro mítico que se aleja volando de un sol naciente. 

## Historia
La empresa fue fundada en enero de 1992 como Hainan Mazda Motor, una empresa conjunta entre el gobierno provincial de Hainan y Mazda para producir modelos marca Mazda a comercializarse en China. El acuerdo de empresa conjunta duró hasta 2006, cuando la participación de Mazda en Hainan Mazda fue adquirida por FAW Group, y la compañía se convirtió en una subsidiaria de este grupo. Si bien Haima retuvo el derecho de fabricar y vender los modelos Mazda más antiguos, así como de utilizar la tecnología de Mazda para respaldar productos de diseño propio, se le prohibió utilizar la marca Mazda. Esto no significa necesariamente que Haima haya cortado por completo los vínculos con su antiguo socio, ya que la empresa ha continuado con las transferencias de tecnología.
En 2005, Haima Automobile ingresó al mercado de capitales A-share.
En agosto de 2008, Haima inició la construcción de una tercera planta de montaje en Hainan, con una capacidad para construir 100 000 unidades al año. Es probable que sus otras dos plantas ubicadas en Haikou, Hainan y la ciudad de Zhengzhou. Ambas plantas tienen una capacidad de producción de 150 000 vehículos completos al año. 
En abril de 2009, Reuters informó que la asociación de Haima con Mazda —ya finalizada en ese entonces— se había establecido con el objetivo de recibir asistencia tecnológica. Sin embargo, Haima estaba comercializando un vehículo con un diseño similar a los modelos de Mazda, aparentemente sin su consentimiento.
En noviembre de 2010, Derways Automobile Company inauguró una planta para el montaje de kits del Haima 3 en Cherkesk, Rusia.
En diciembre de 2016 Haima anunció que construiría una planta de fabricación en Bulgaria para 2018. Esta sería la segunda empresa china que construya una fábrica en Europa tras las de Litex Motors, el distribuidor oficial de Great Wall Motors.[cita requerida]
En 2019, y tras las pérdidas acumuladas durante los últimos años, Haima Group vendió sucesivamente sus activos inmobiliarios, transfirió el capital de Shanghai Haima Automobile Research Institute y Haima Property, etc. Aunque la empresa realizó esfuerzos considerables para controlar las pérdidas durante 2020, las ventas también disminuyeron y enfrentó el riesgo de ser excluida de la lista de cotización bursátil.
En julio de 2021, FAW transfirió sin costo el 49 % de su participación en FAW Haima a Hainan Development Holdings Co., Ltd. (Hainan Holdings). Actualmente, Haima Automobile posee el 51 % de las acciones de FAW Haima, mientras que Hainan Holdings controla el 49 % restante.
En 2023, Toyota y Haima cooperarán en vehículos de pila de combustible, y también incursionó con un negocio de alquiler de coches en Hainan.

## Modelos

### Modelos actuales
- Haima 8S CUV
- Haima 7X/7X-E MPV
- Haima INJOY L MPV

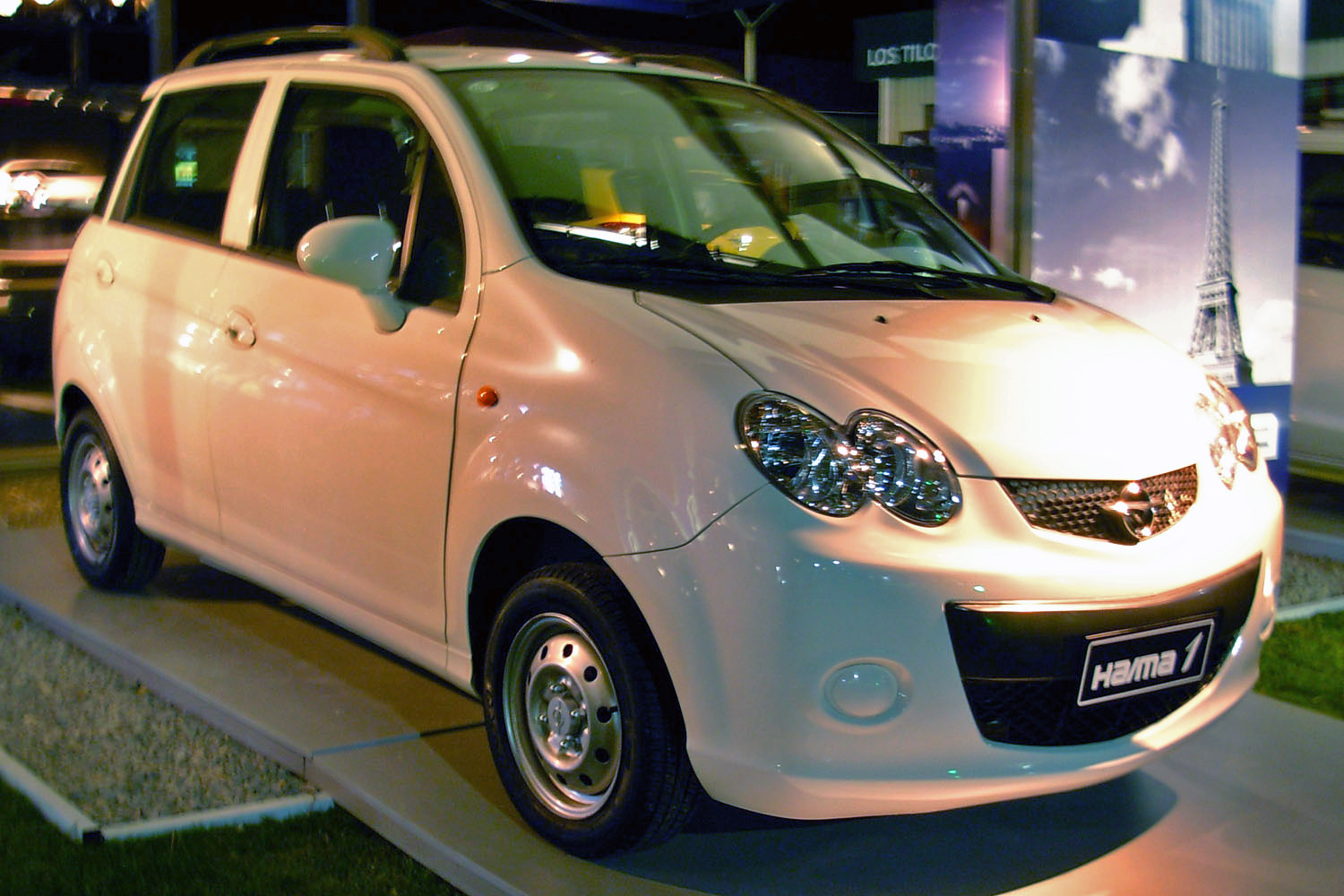
Haima 1
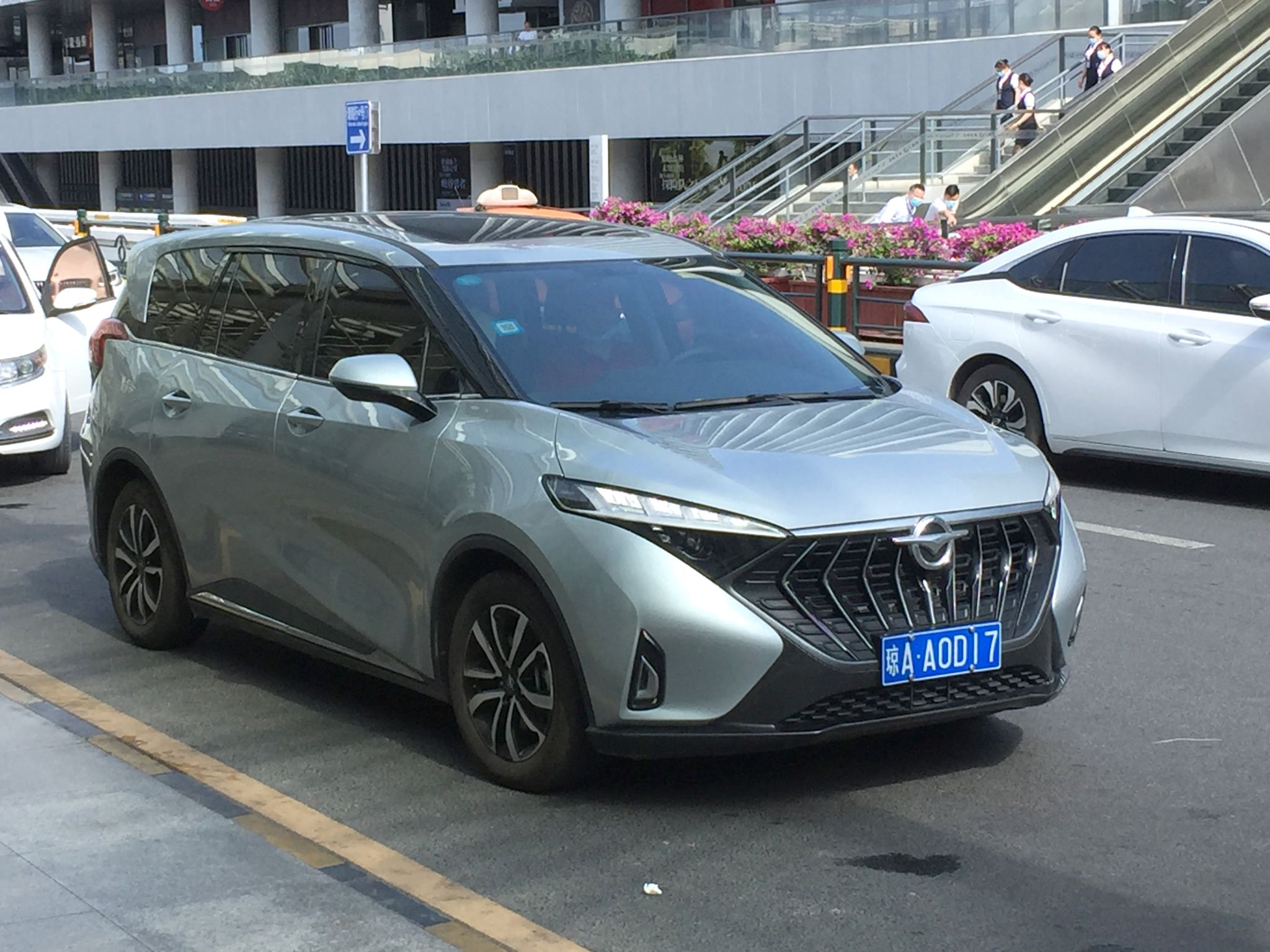
Haima 7X
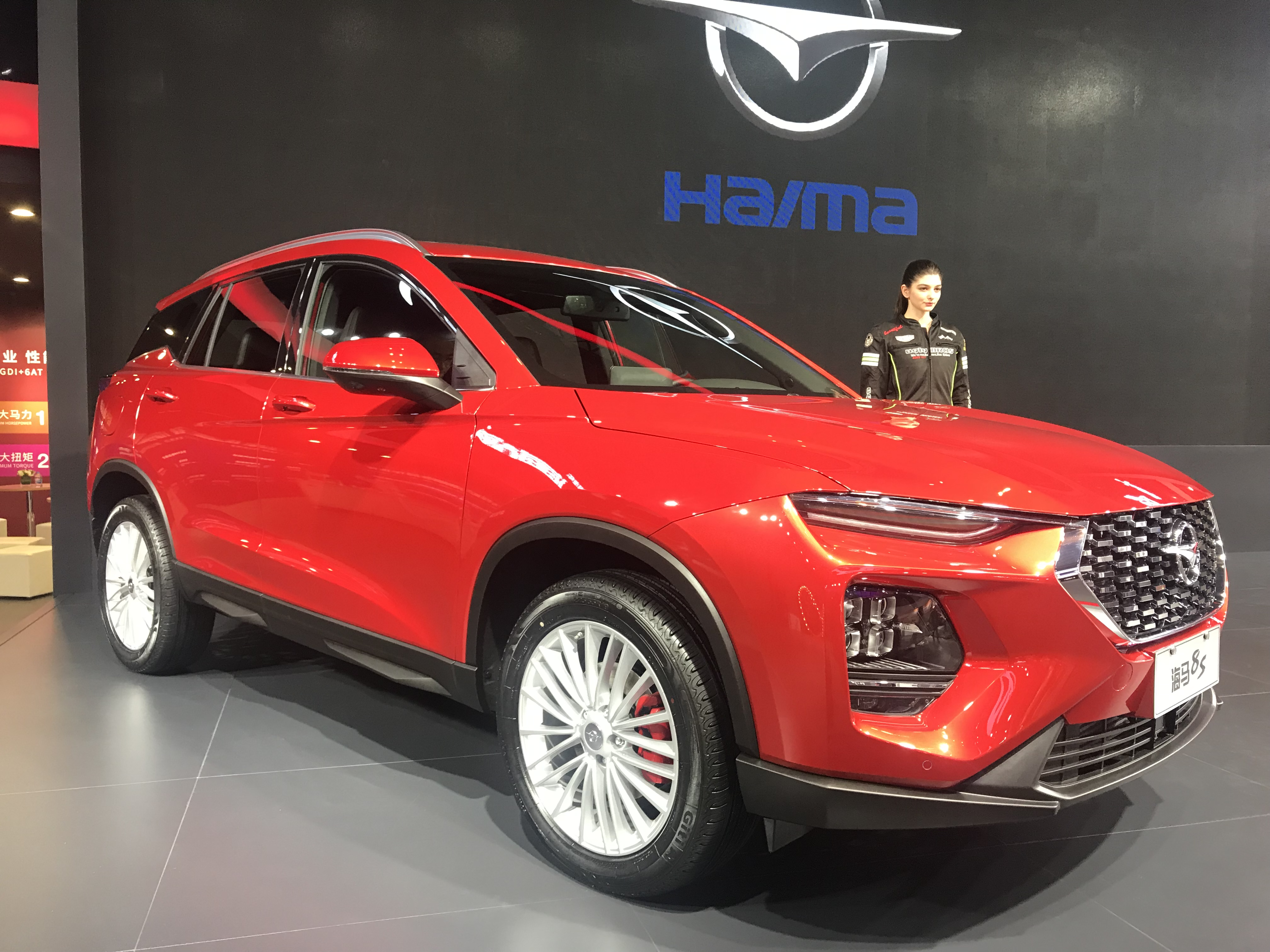
Haima 8S
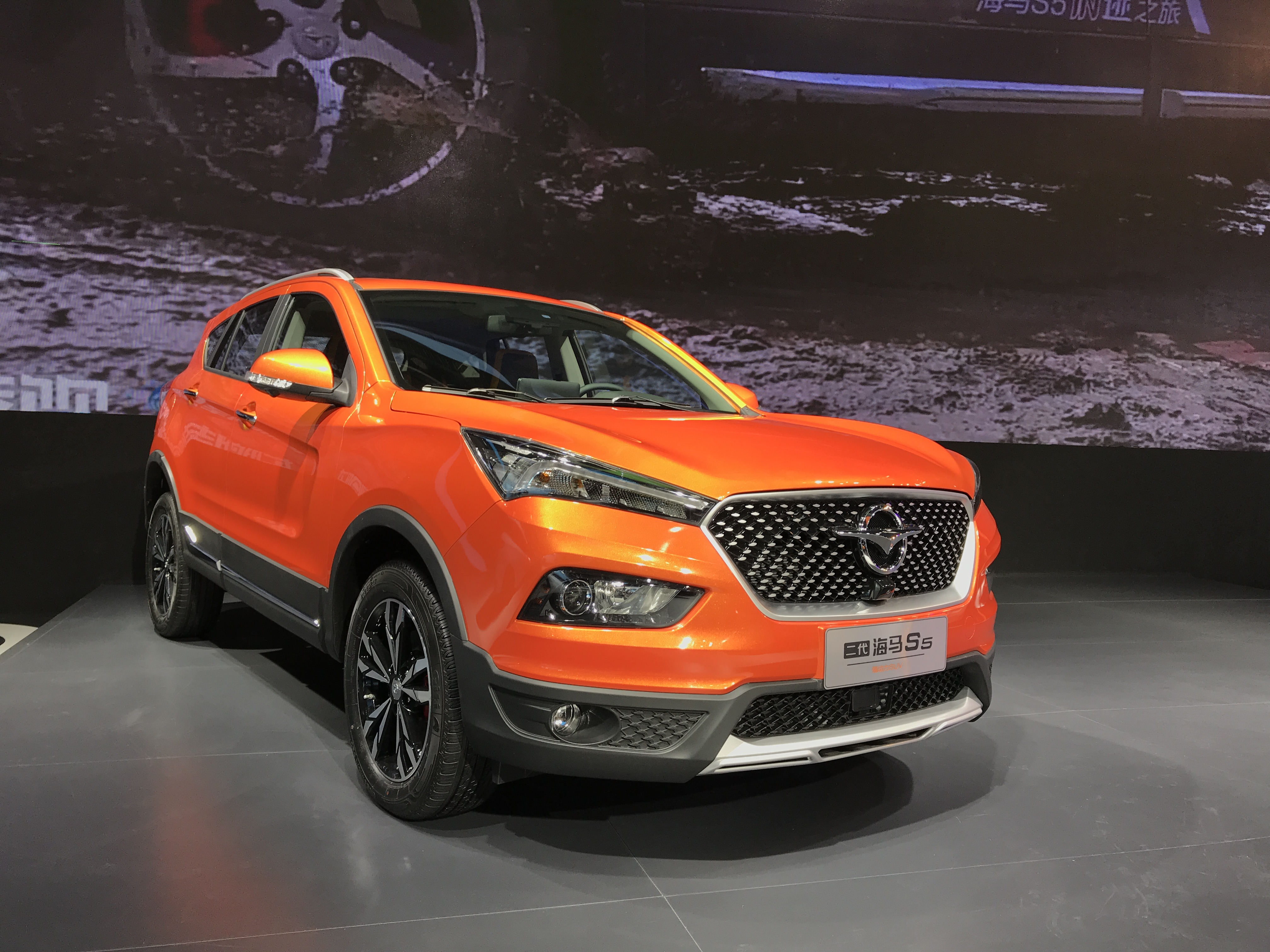
Haima S5/6P

### Modelos anteriores
- Haima 1 "Aishang" (爱尚) EV - solamente se mantiene en producción versión eléctrica
- Haima Fstar microvan
- Haima 6P PHEV CUV
- Haima M3 sedán (1,5 litros)
- Haima M5 sedán (1,5 y 1,6 litros)
- Haima M6 sedán
- Haima M8 sedán (1,8 y 2.0 litros)
- Haima Freema (similar al Mazda Premacy)
- Haima S5 CUV (1,6 litros)
- Haima S5 Young CUV
- Haima S7 CUV (2.0 litros)-(anteriormente Haima 7)
- Haima F7 MPV-(anteriormente Haima V70)
- Mazda 929
- Haima HMC6450 minivan (una van basada en la serie Mazda MPV (LV))
- Mazda 6440 minivan
- Haima 3 hatchback (1,6 litros)
- Haima 3 sedán (1,6 litros)
- Haima 2 hatchback (1,3 y 1,5 litros)
- Haima 1 "Aishang" (爱尚) (1,0 litros)
- Haima 1 "Prince" (王子) (1,0 litros)
- Haima HMC6470L station wagon (Mazda Luce)
- Haima Family/Happin(CA7130) sedán / Family VS sedán / hatchback (1,6 litros) (Mazda 323/Mazda Familia)
- Haima CA6430M hatchback

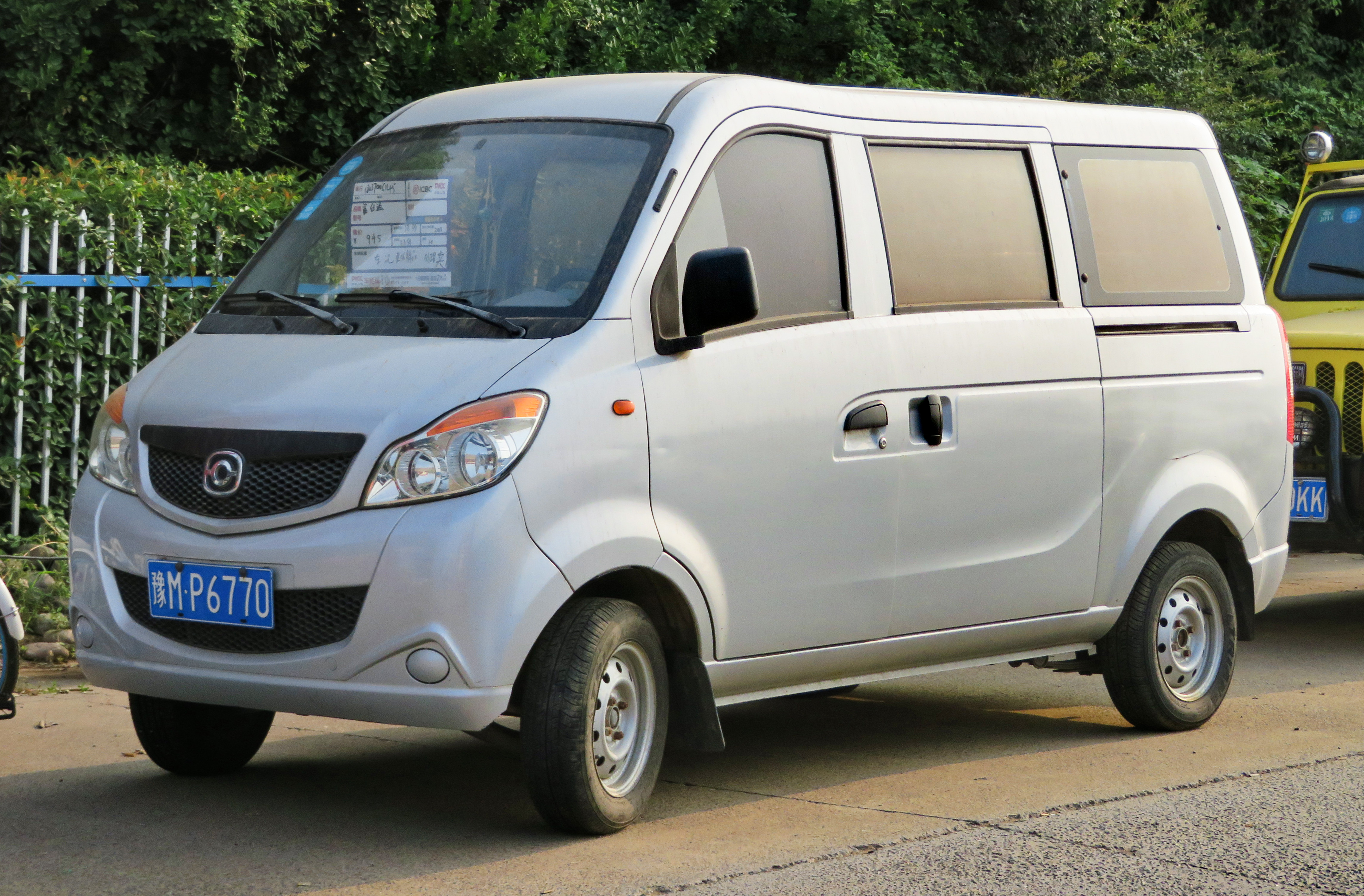
Haima Fstar
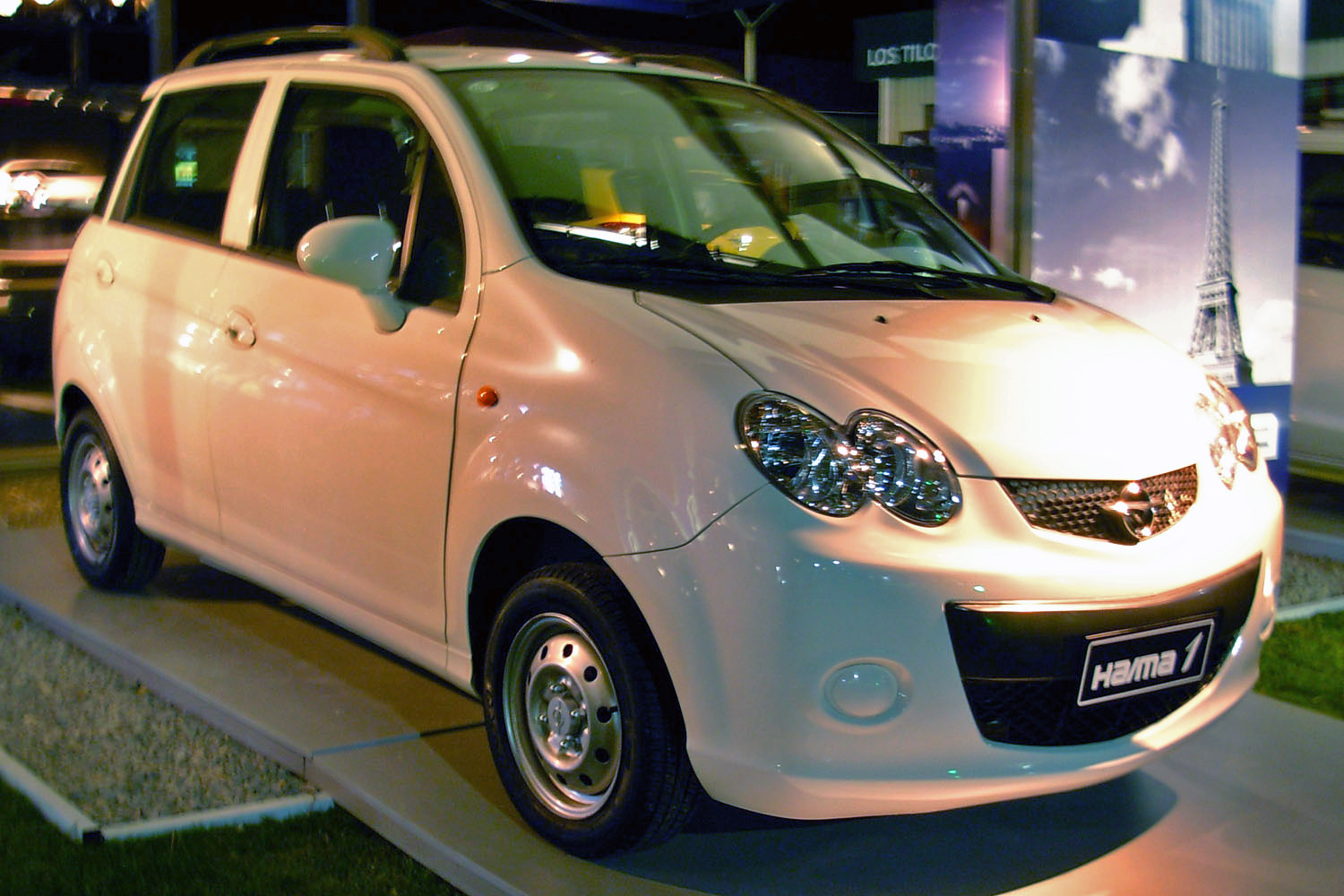
Haima 1
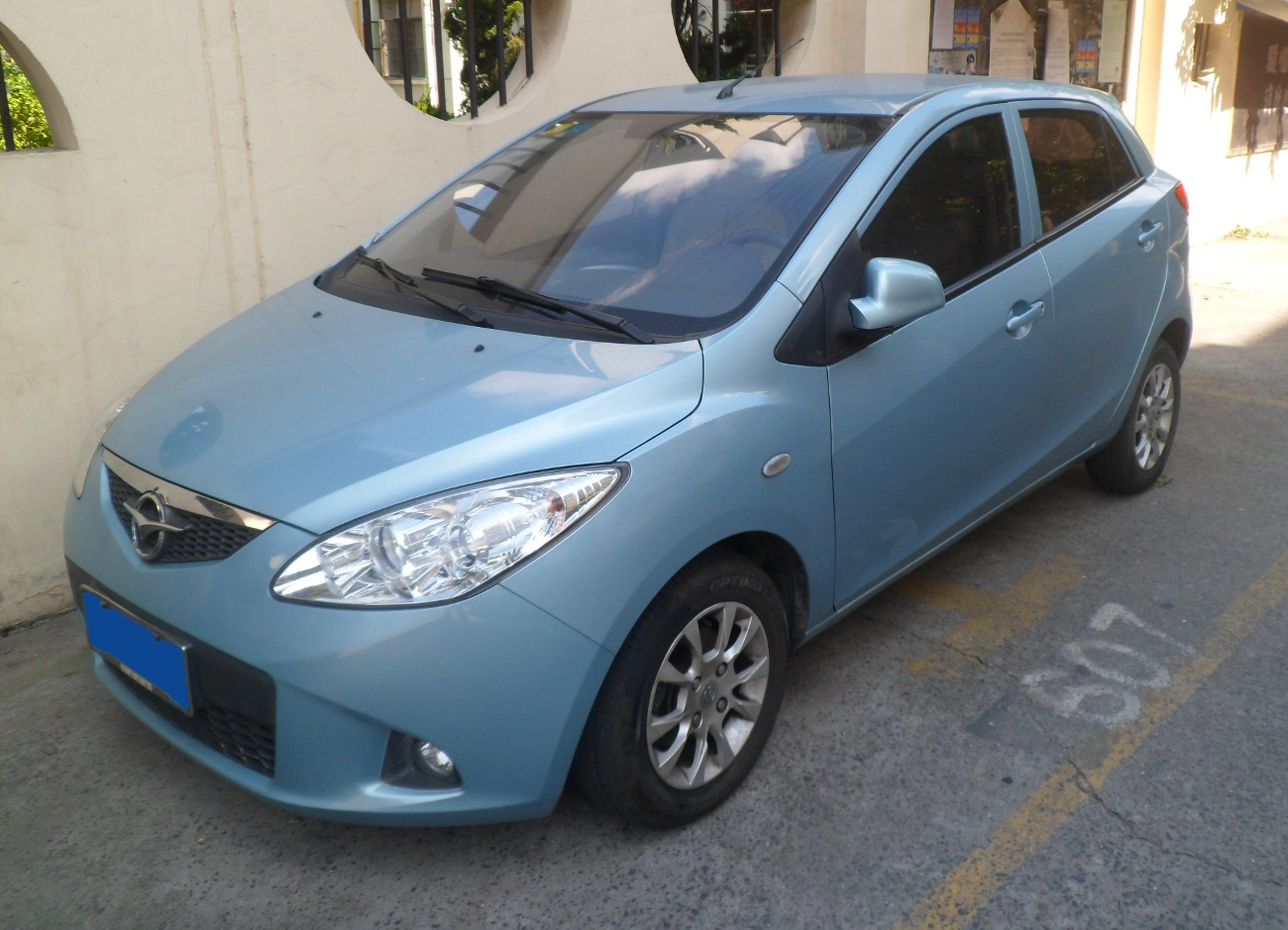
Haima 2
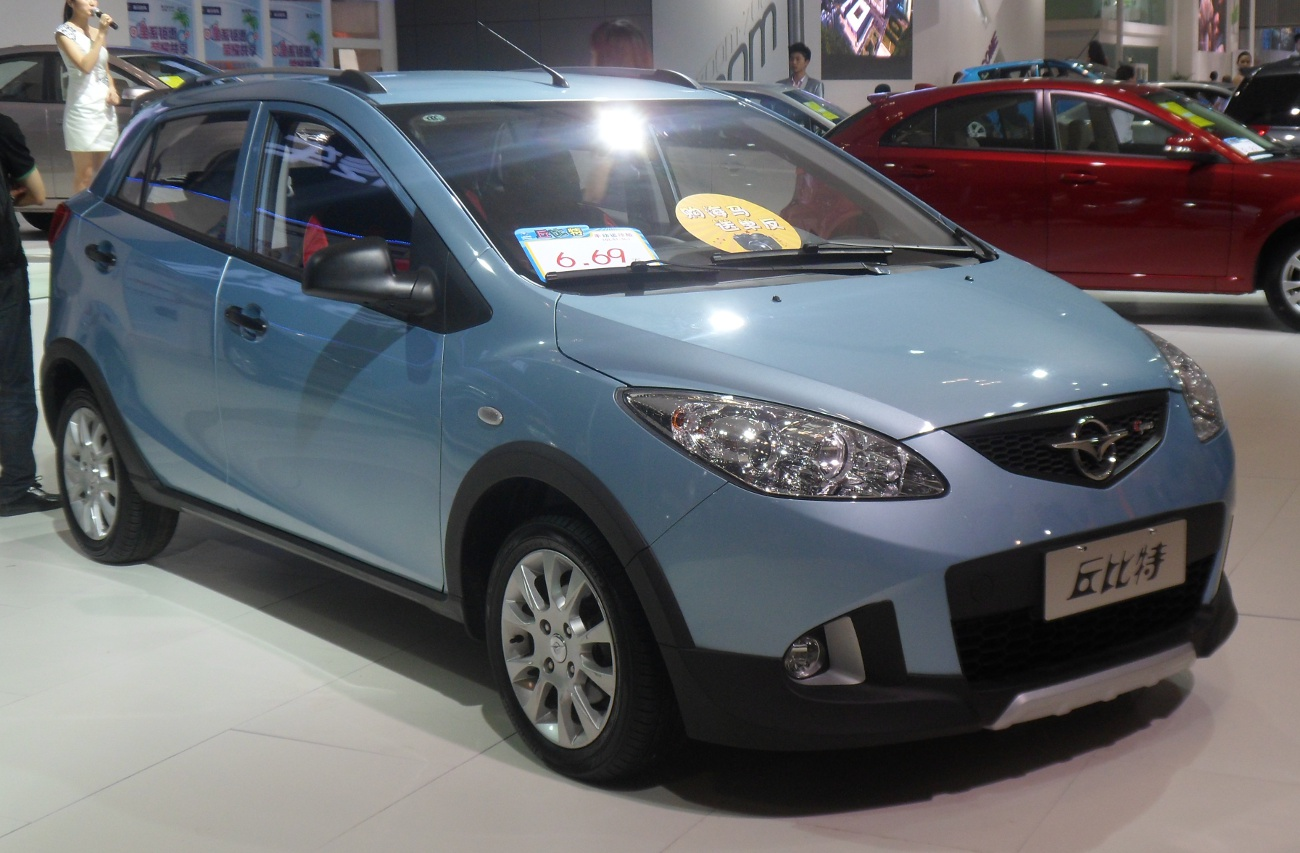
Haima 2 C-Sport
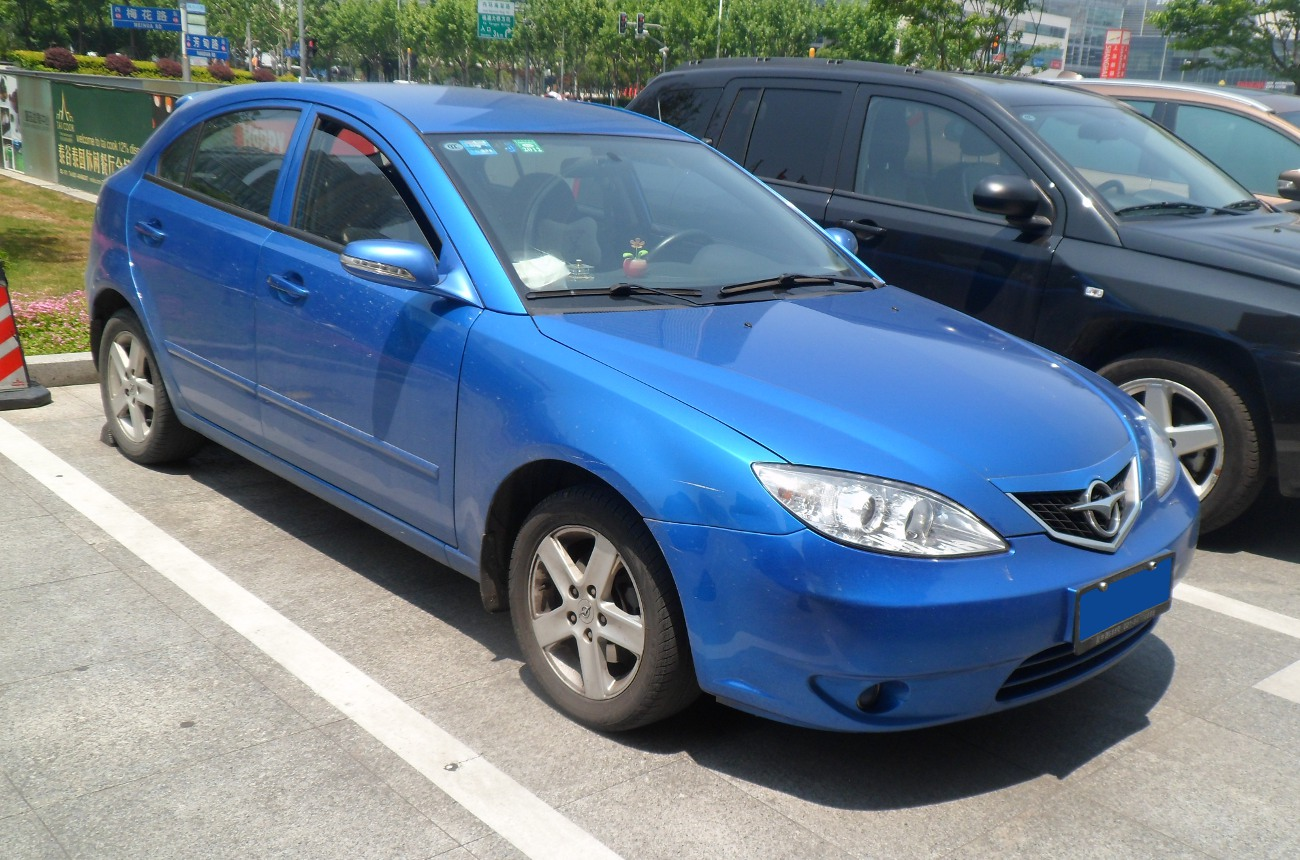
Haima 3 Hatchback
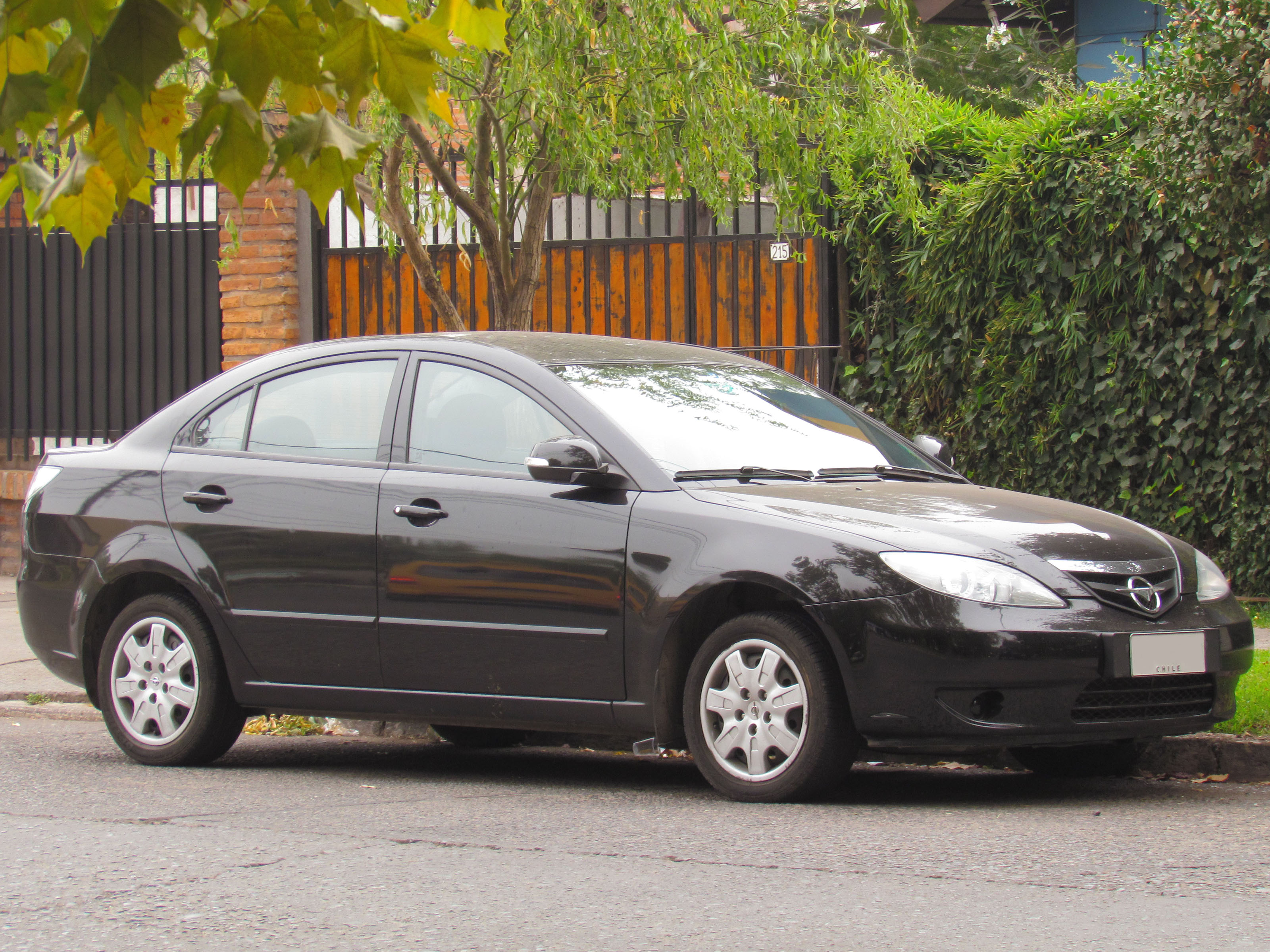
Haima 3 Sedán
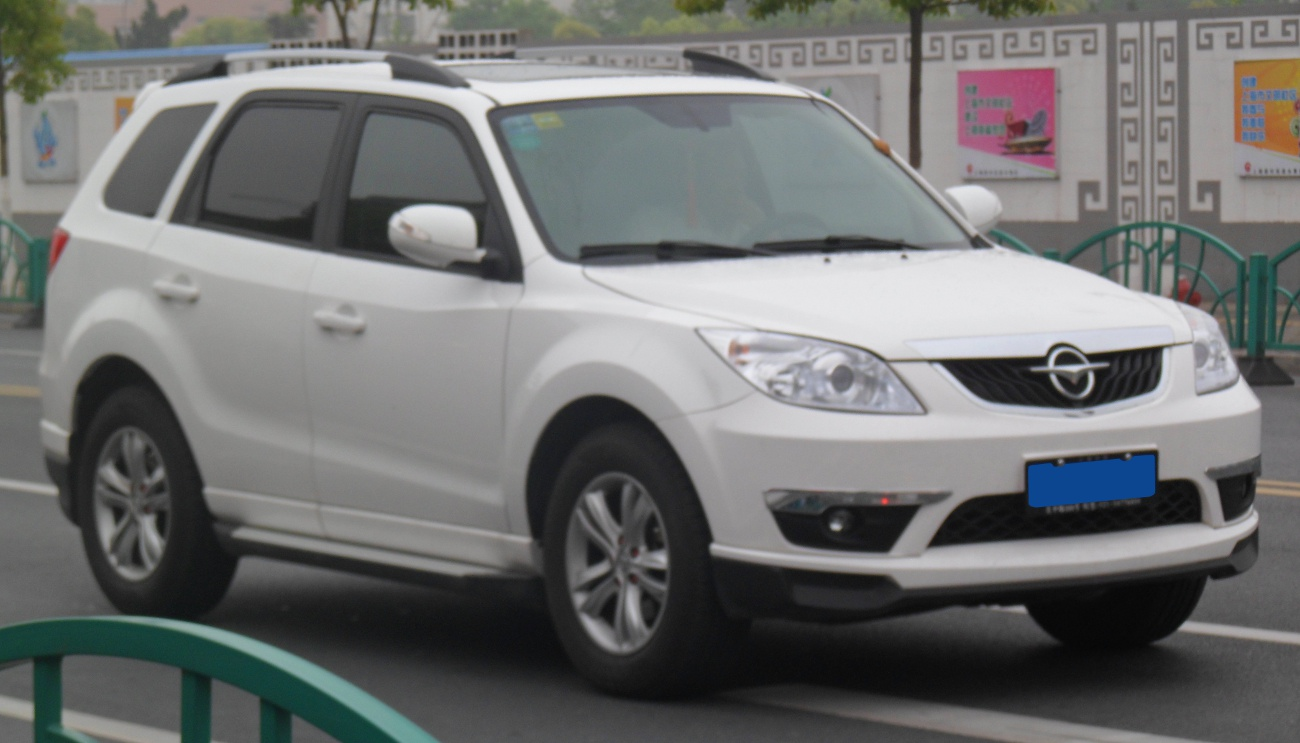
Haima 7
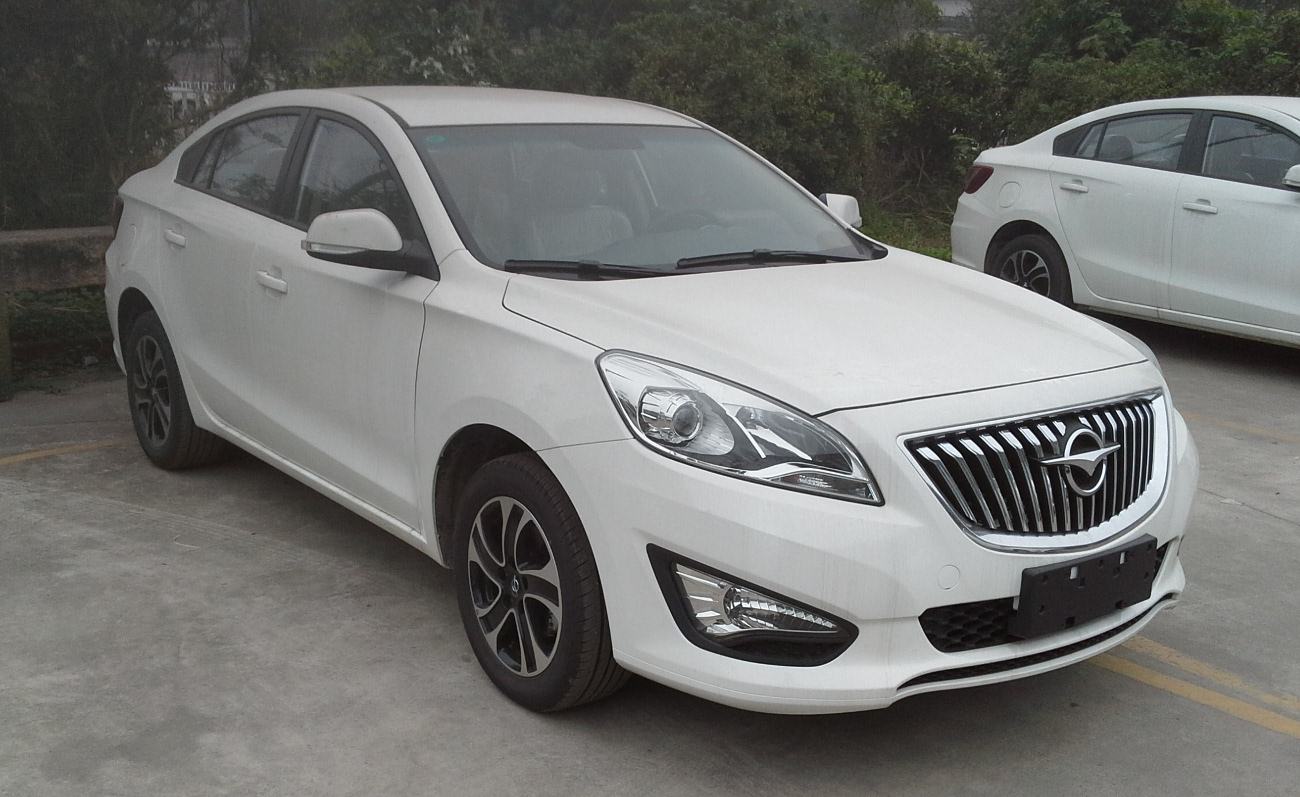
Familia Haima
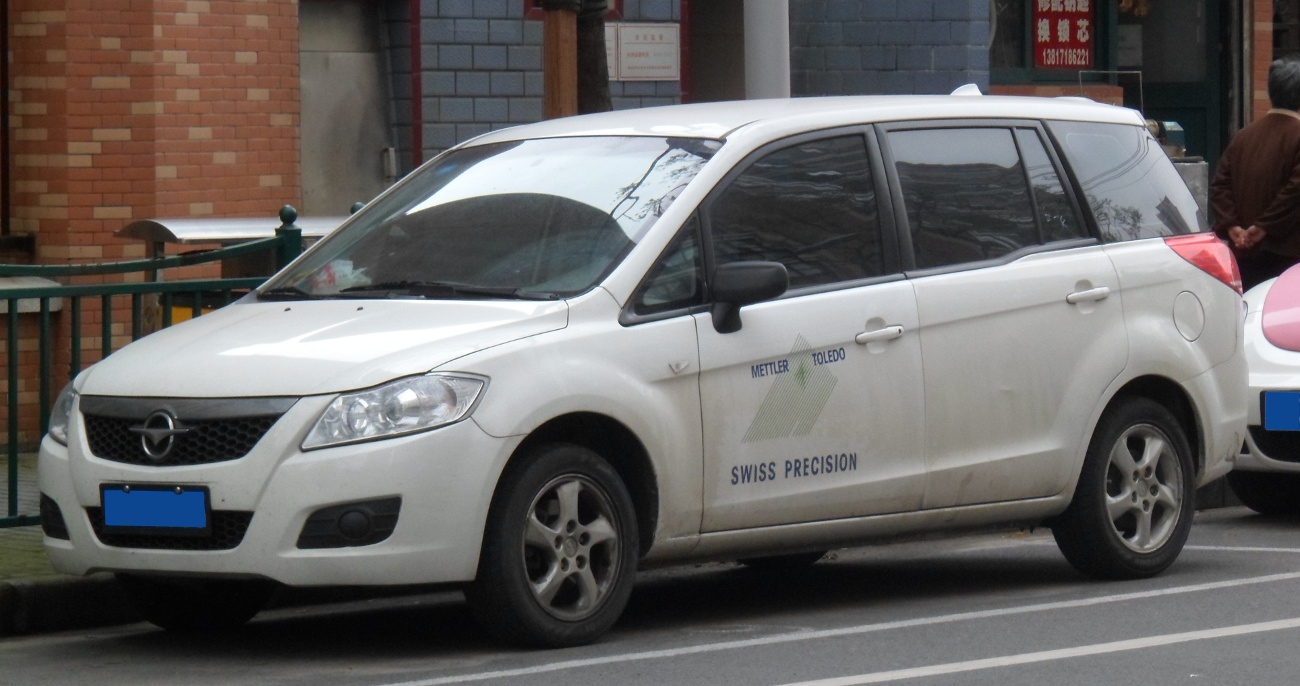
Haima Freema
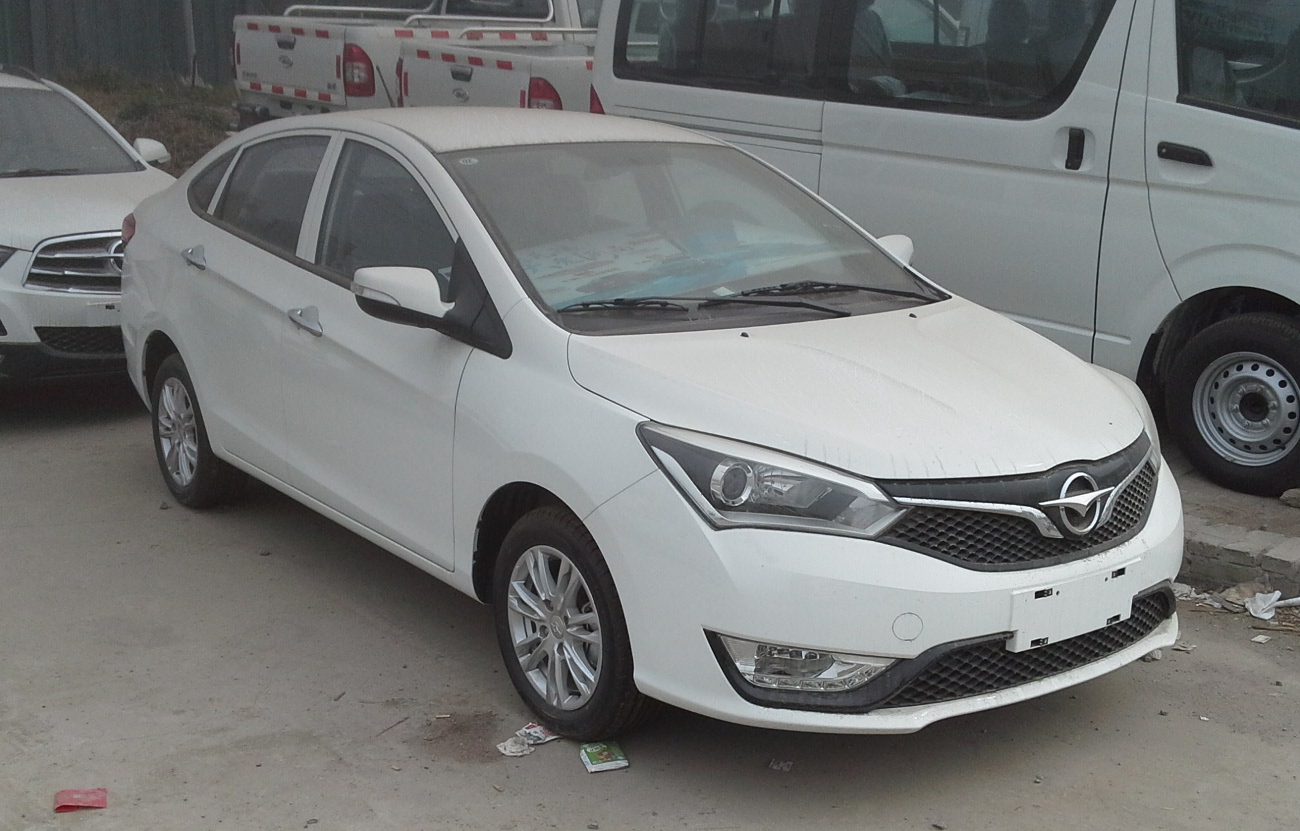
Haima M3
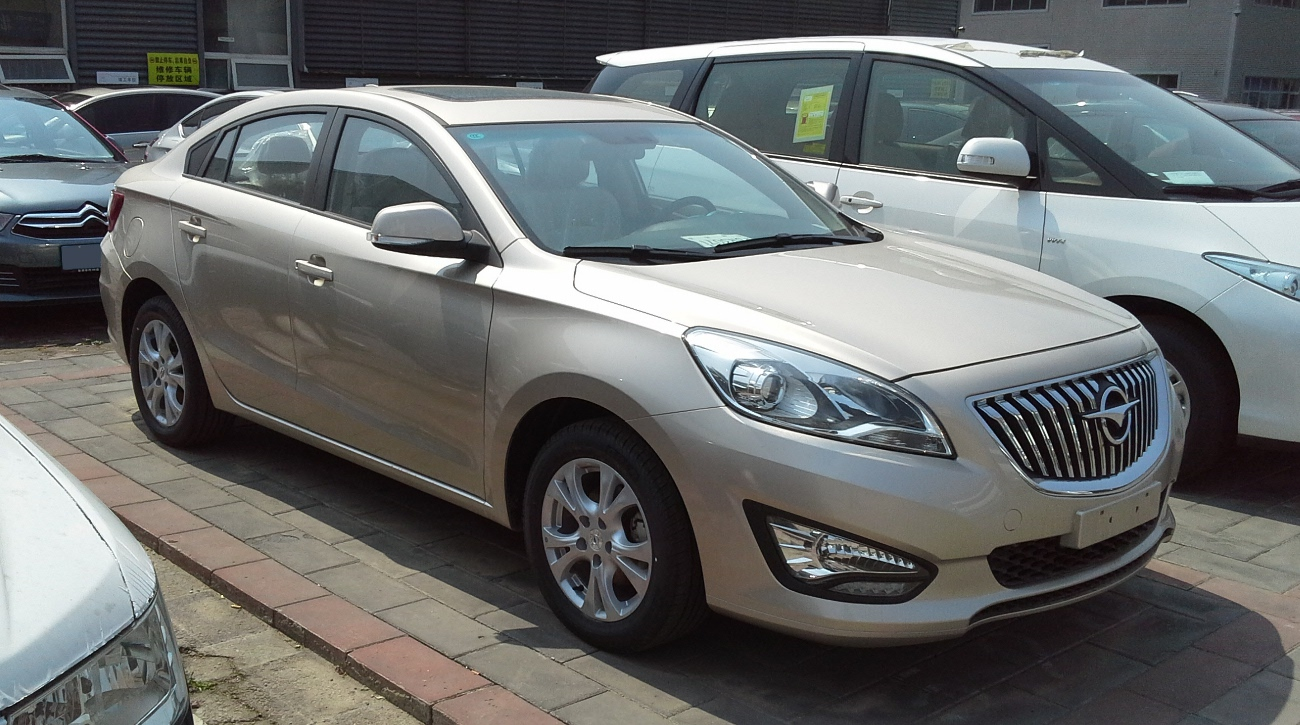
Haima M5
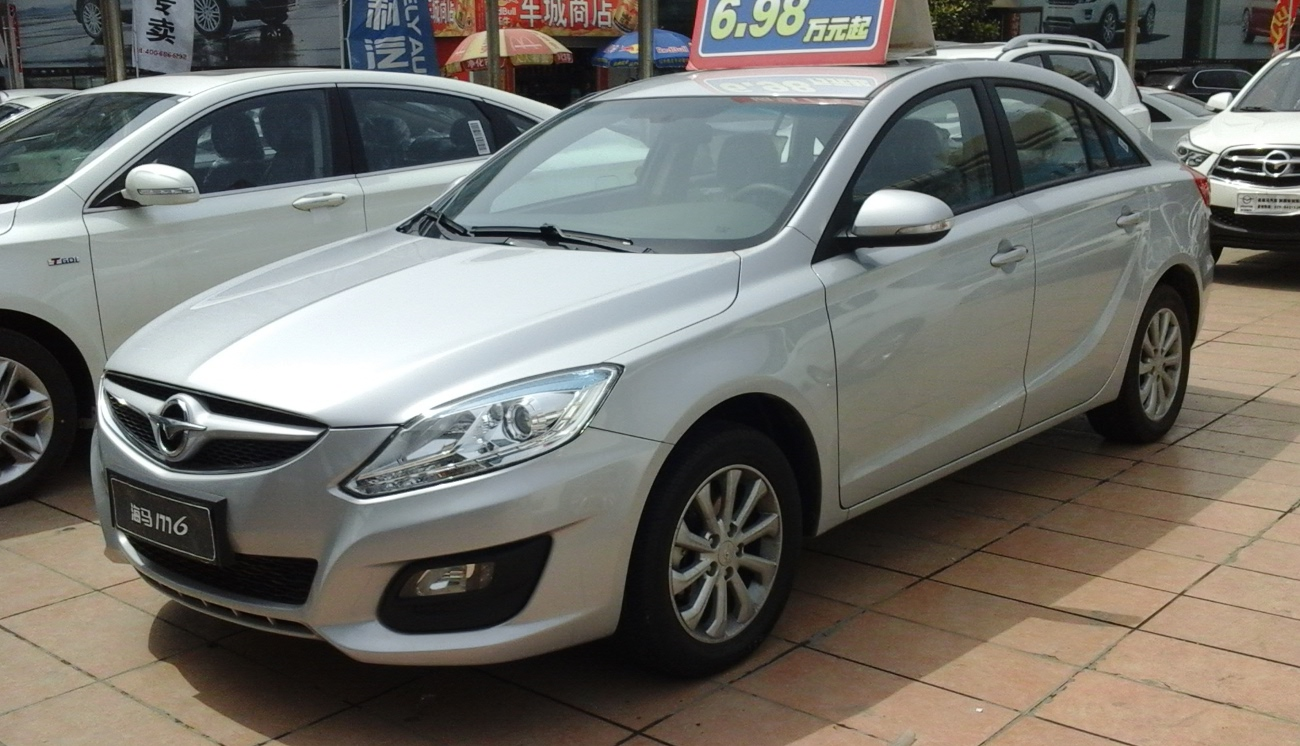
Haima M6
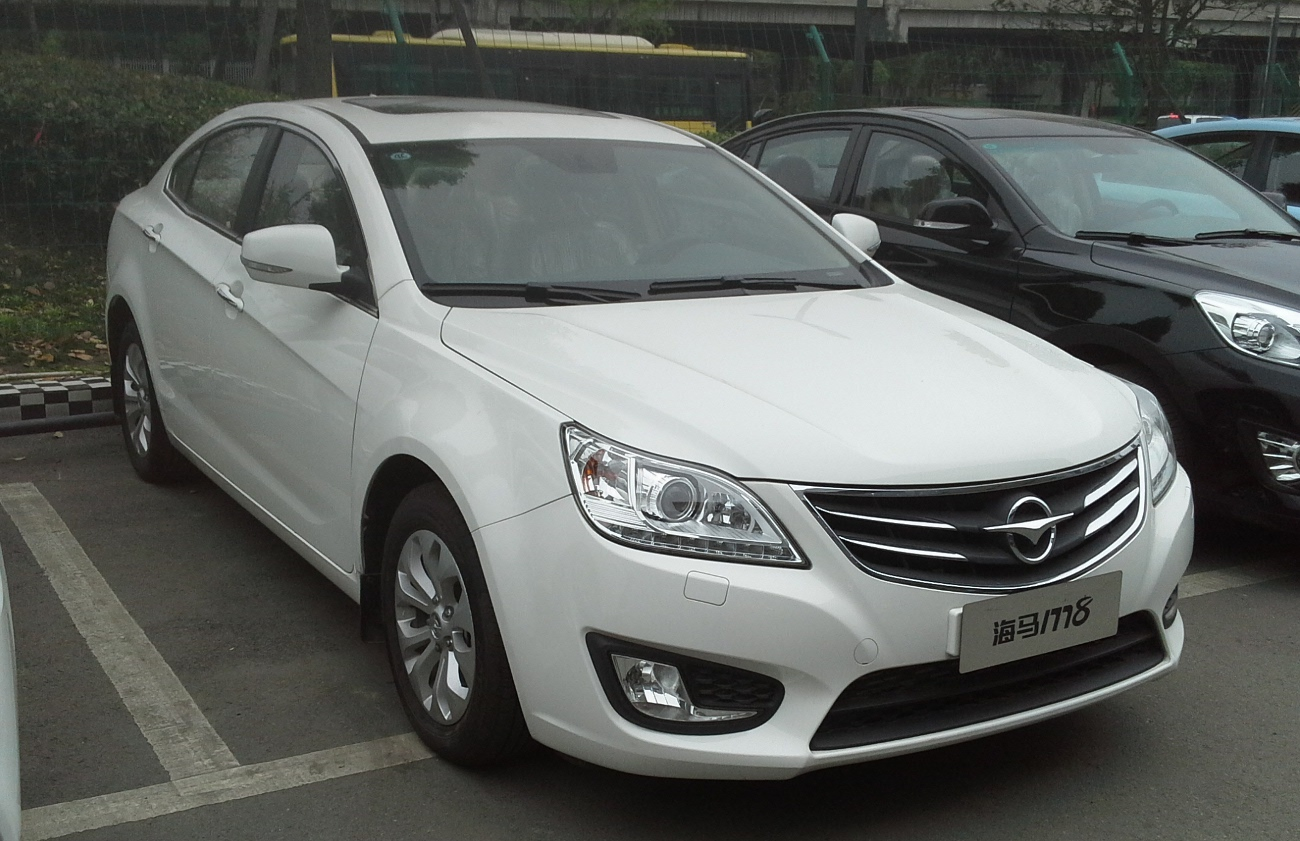
Haima M8
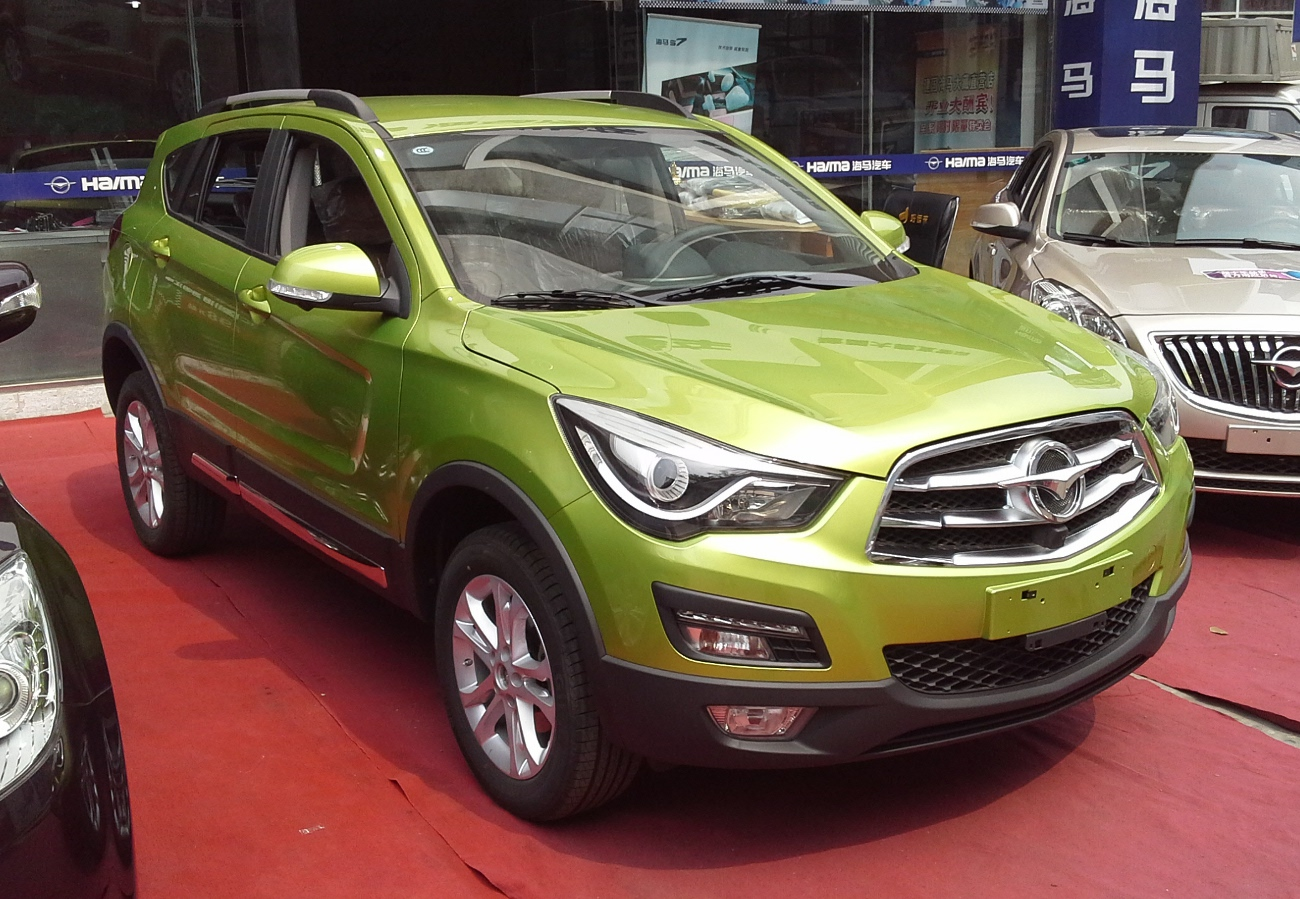
Haima S5
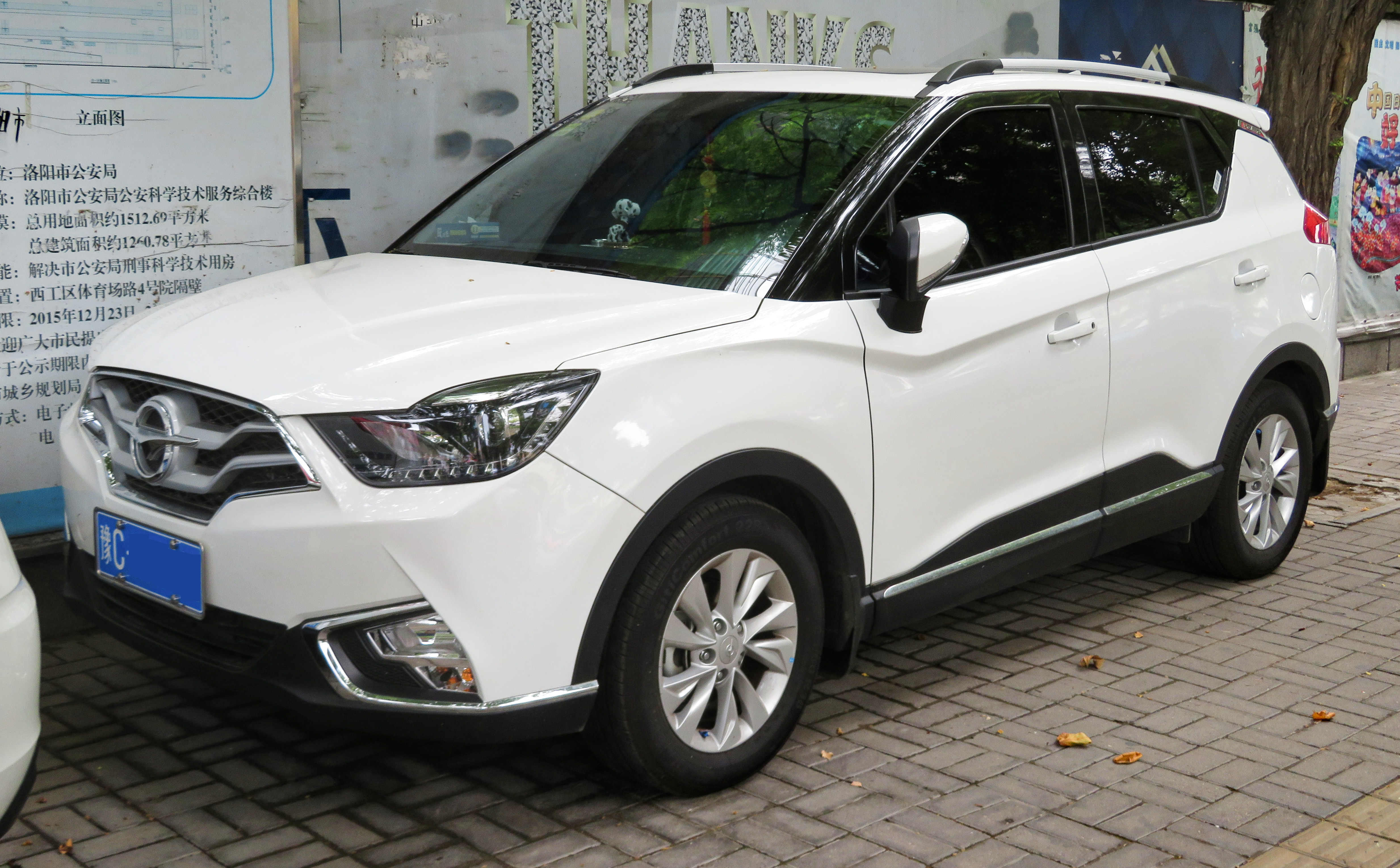
Haima S5 Joven
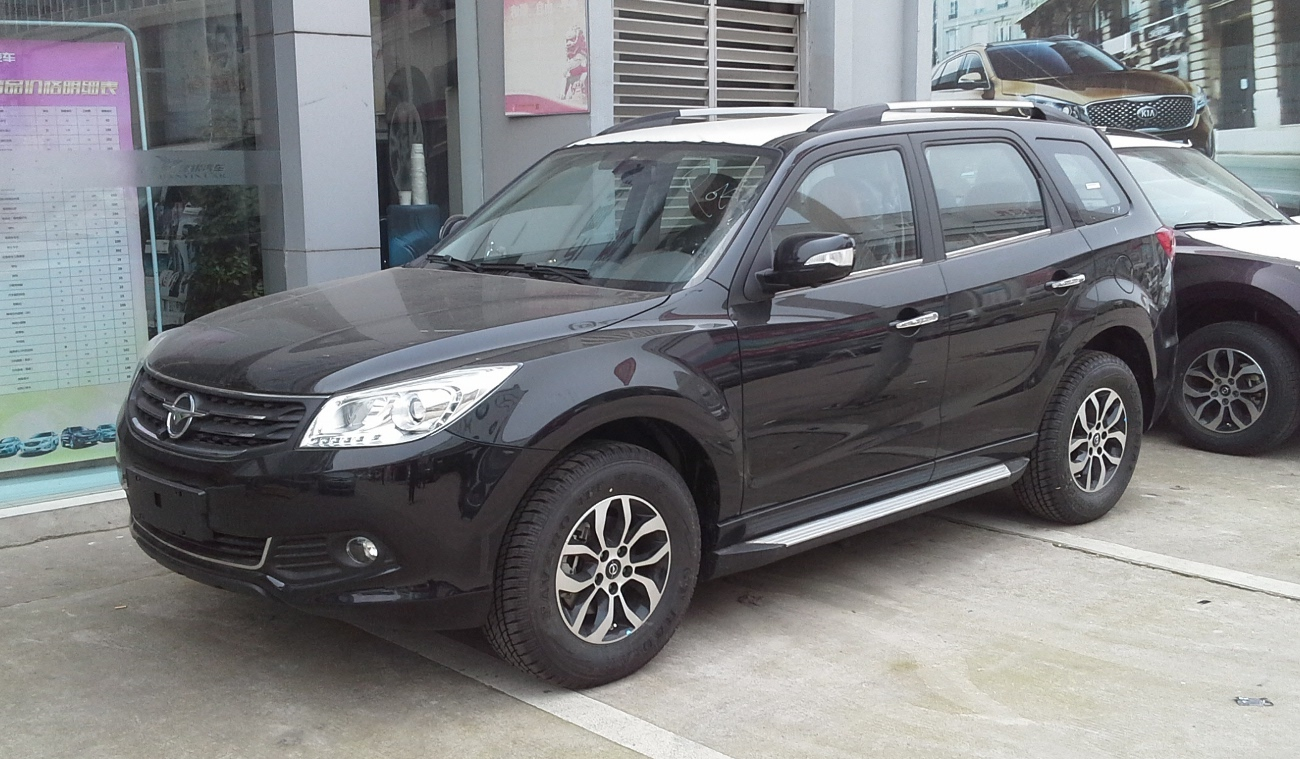
Haima S7
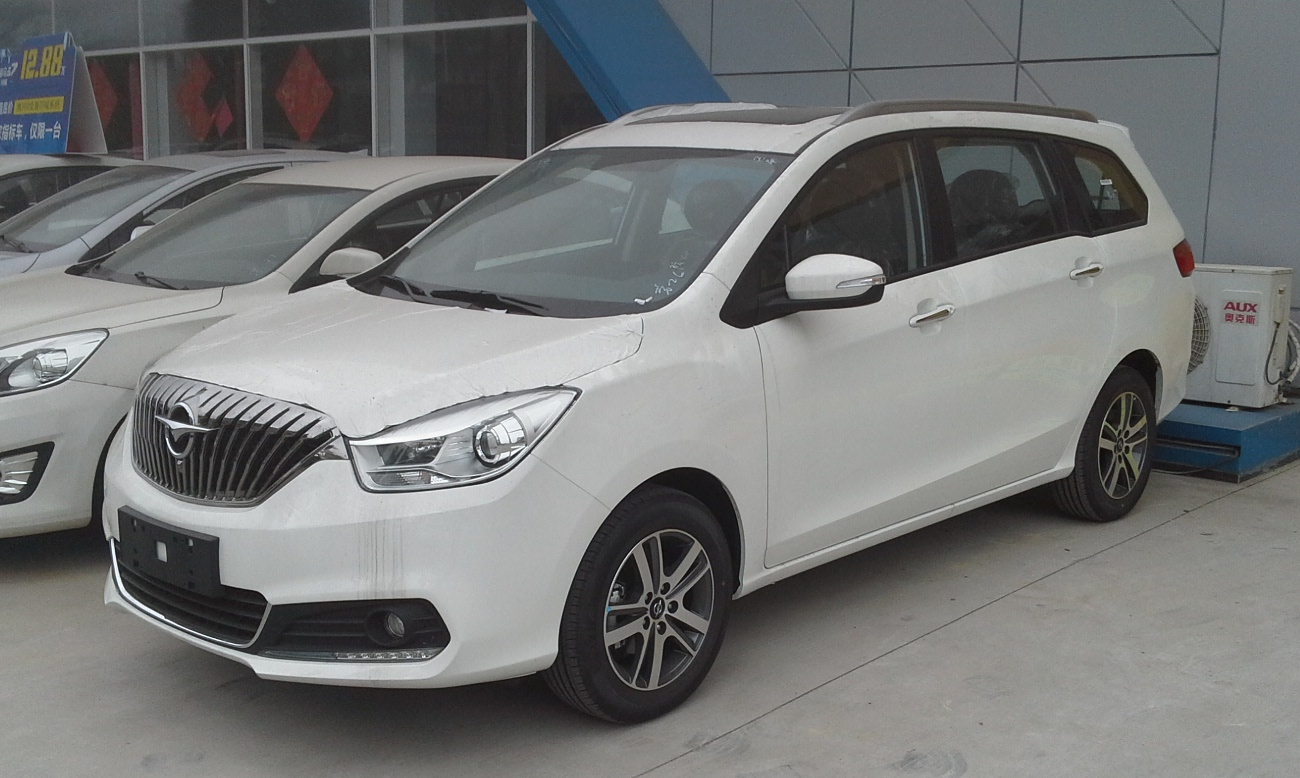
Haima V70
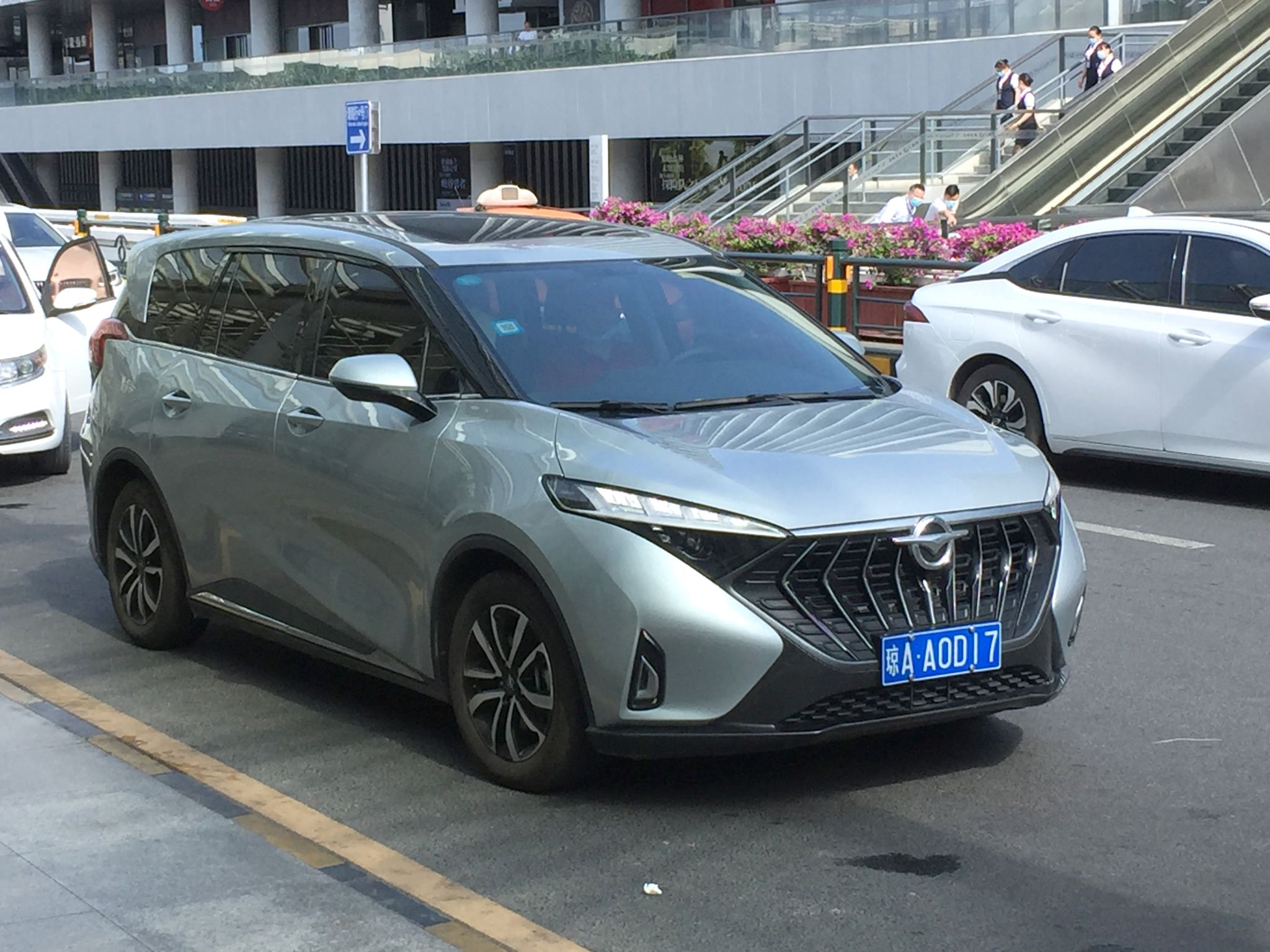
Haima 7X
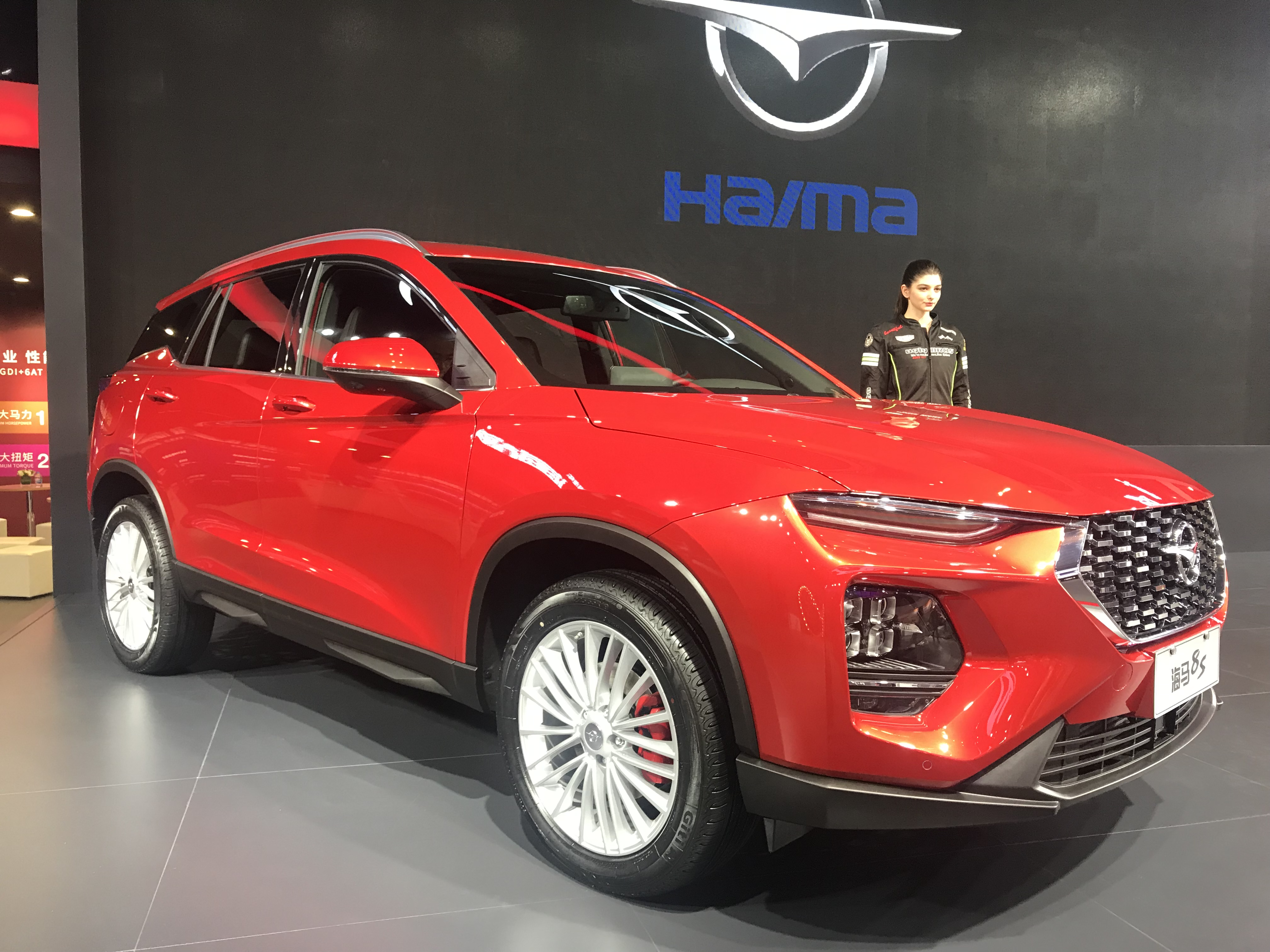
Haima 8S
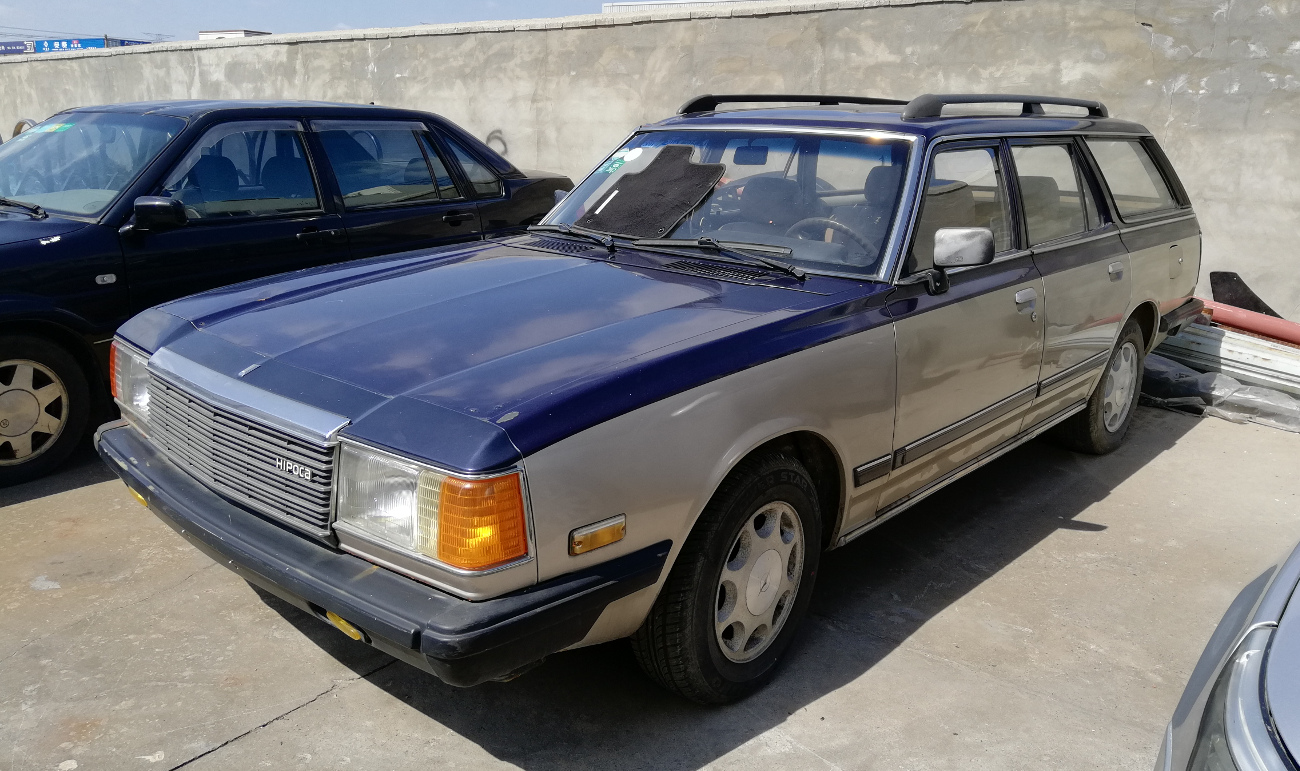
Hainan-Mazda HMC6470
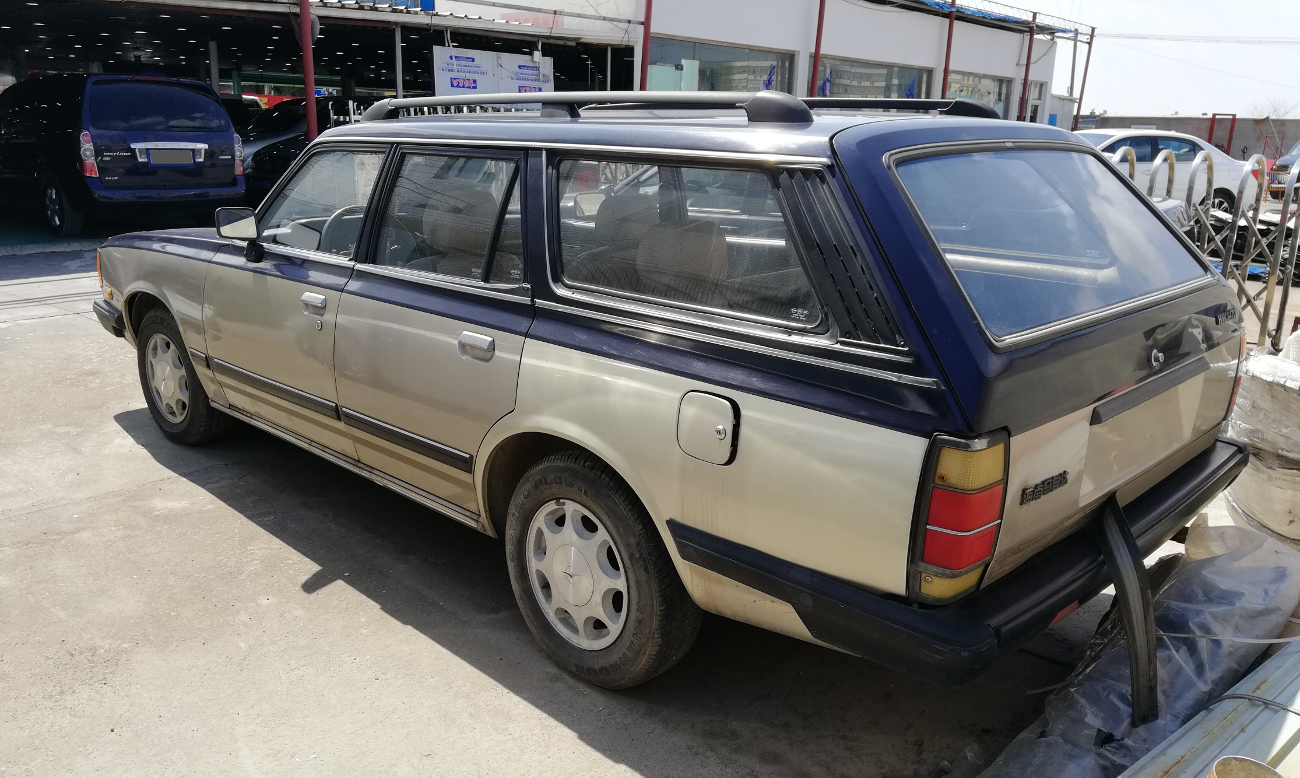
Hainan-Mazda HMC6470

Entre 2018 y 2021, Haima Automobile produjo algunos modelos iniciales de XPeng en la fábrica de Zhengzhou.
- Xpeng IDENTY X
- Xpeng G3

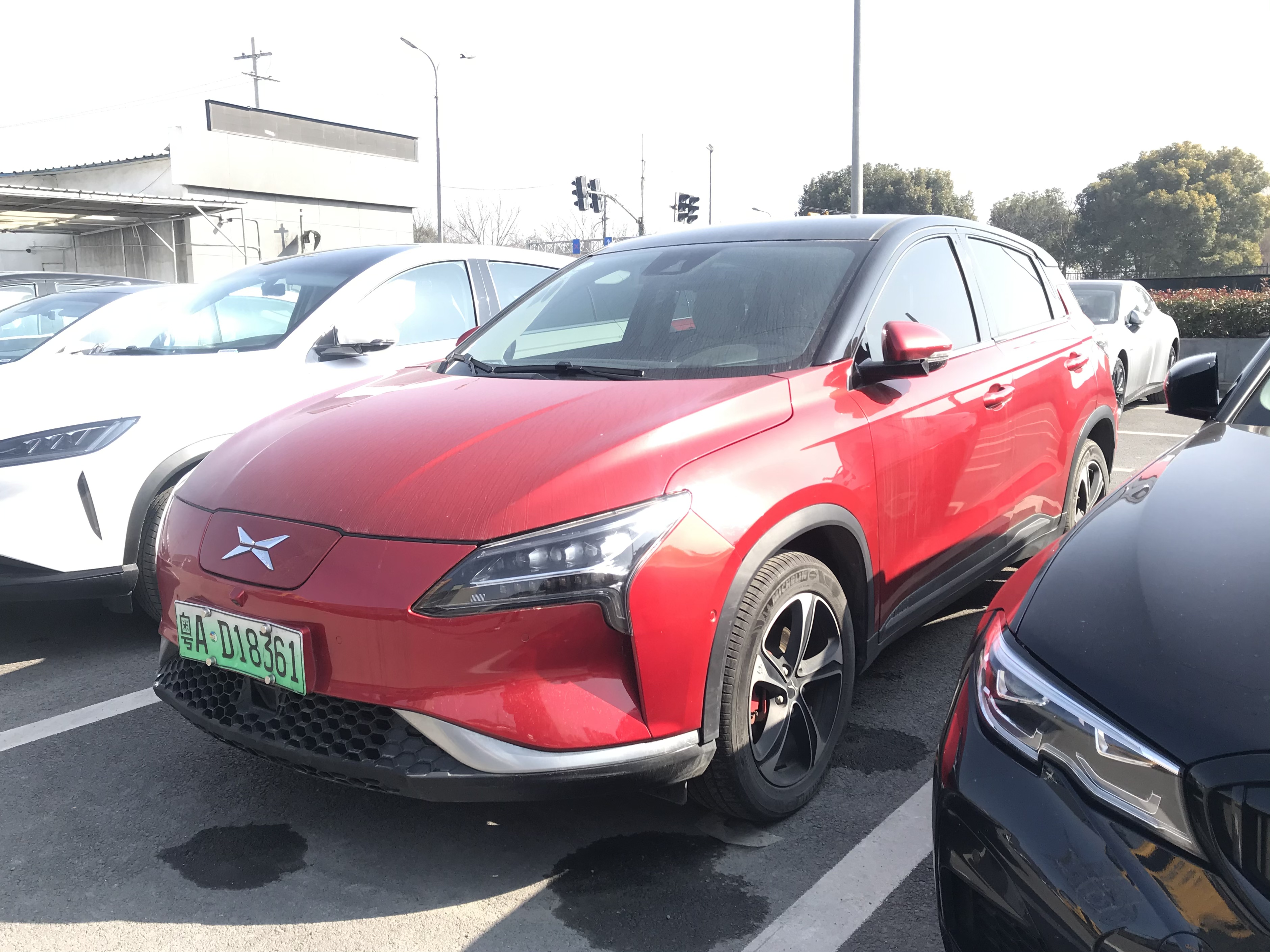
Xpeng Identity X
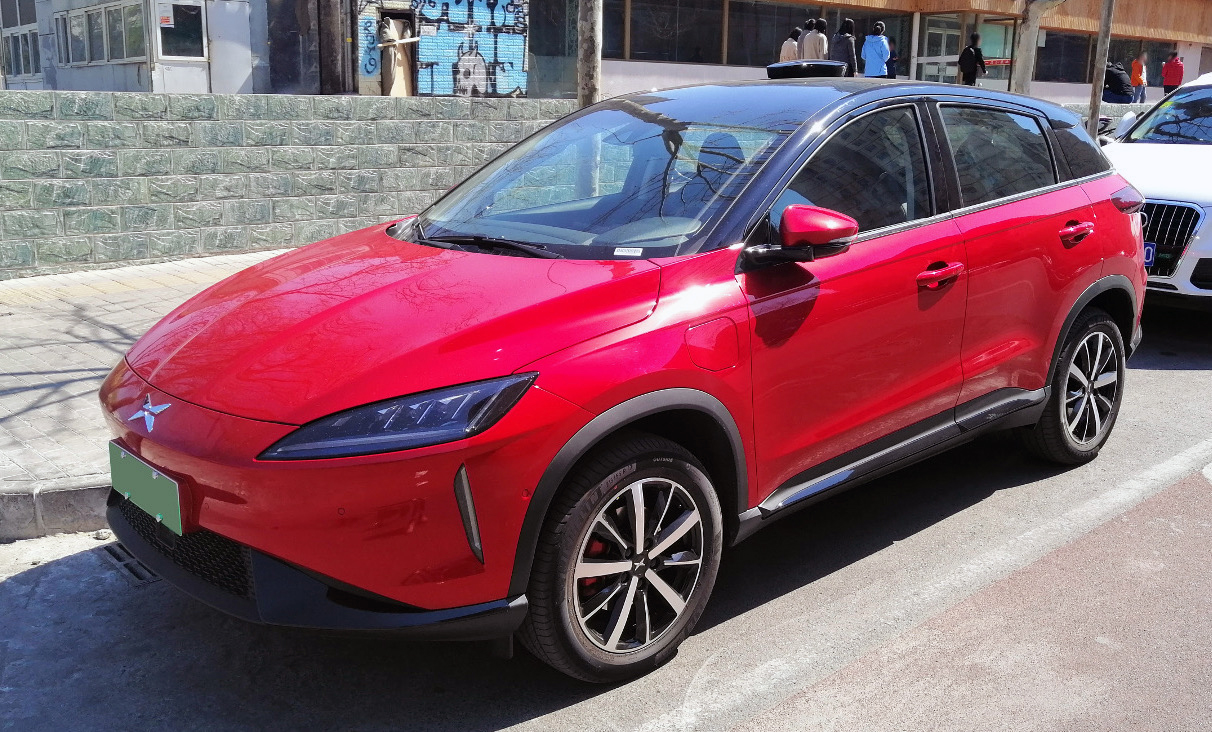
XPeng G3

## Automovilismo
Haima compite en el Campeonato de Turismos de China a través del equipo de la familia Haima.  
|                     |
| A Haima touring car |